# Franz J. Kummer
Franz Josef Kummer (geboren am 27. Mai 1969 in Naters, Wallis, Schweiz) ist ein Schweizer Rechtsinformatiker und Jurist. Mit Jusletter gründete er die erste Online-Fachzeitschrift der Schweiz.

## Biografie
Nach dem Studium der Rechtswissenschaften in Bern im Jahre 1997 war Kummer als Assistent am Institut für Bankenrecht (Wolfgang Wiegand, 1997–1999), am Zivilistischen Seminar (Wolfgang Wiegand und Thomas Koller) und am Institut für Steuerrecht und Wirtschaftsinformatik (Thomas Locher, 1998–2001) der Universität Bern tätig. Bei Locher richtete er im damals aufkommenden Internet die juristischen Internet-Recherchekurse an der Universität Bern ein. Später wurden die Kurse von Kummer im neu gegründeten Kompetenzzentrum für Informatik und Recht der Universität Bern unter der Leitung von Thomas Koller weitergeführt und schweizweit angeboten. Ein Rechtsanwalt, der sich die Anwesenheit in einem für Studierende reservierten Studiengang erschlichen hatte, brachte ihn auf die Idee, diese Kurse öffentlich anzubieten.
Später gründete er zusammen mit Sarah Montani die Firma Weblaw, einen Anbieter von juristischen Online-Tools, darunter die kostenlose juristische Suchmaschine der Schweiz. Zusammen mit Wolfgang Wiegand und Sarah Montani gründete er die Online-Fachzeitschrift Jusletter. Trotz einiger Herausforderungen wie der staatlichen Konkurrenz durch das Bundesgericht initiierte er ein 'Juristen-WEF' und vernetzte die Rechtswelt im In- und Ausland.
Kummer ist Mitherausgeber und Autor zahlreicher Publikationen des Internationalen Rechtsinformatik Symposions (IRIS), in denen Themen wie Cybergovernance, LegalTech, Datenschutz und das Internet der Dinge behandelt werden. Neben seinen Herausgebertätigkeiten veröffentlicht er Beiträge sowie Bücher zu juristischen Suchtechnologien, digitaler Rechtsinformation und automatisierter Dokumentenverarbeitung. Er unterrichtet an verschiedenen Hochschulen und Universitäten, unter anderem St. Gallen.

## Publikationen (Auswahl)
Herausgeberschaften
- Recht DIGITAL - 25 Jahre IRIS, Tagungsband des 25. Internationalen Rechtsinformatik Symposions IRIS 2022, Editions Weblaw, Bern 2022, Mitherausgeber zusammen mit Erich Schweighofer, Ahti Saarenpää, Stefan Eder, Philip Hanke, Jakob Zanol und Felix Schmautzer
- Cybergovernance, Tagungsband des 24. Internationalen Rechtsinformatik Symposions IRIS 2021, Editions Weblaw, Bern 2021, Mitherausgeber zusammen mit Erich Schweighofer, Stefan Eder, Philip Hanke und Ahti Saarenpää
- International Trends in Legal Informatics, Festschrift for Erich Schweighofer, Editions Weblaw, 2020 Bern, Mitherausgeber mit Walter Hötzendorfer und Christof Tschohl
- Verantwortungsbewusste Digitalisierung, Tagungsband des 23. Internationalen Rechtsinformatik Symposions IRIS 2020, Editions Weblaw, Bern 2020, Mitherausgeber zusammen mit Erich Schweighofer, Walter Hötzensdorfer und Ahti Saarenpää
- Jusletter, ISSN 1424-7410, Editions Weblaw, Bern, Mitherausgeber zusammen mit Wolfgang Wiegand und Sarah Montani
- Jusletter IT – Die Zeitschrift für IT und Recht, ISSN 1664-848X, Editions Weblaw, Bern, Mitherausgeber zusammen mit Erich Schweighofer
- Internet of Things, Tagungsband des 22. Internationalen Rechtsinformatik Symposions IRIS 2019, Editions Weblaw, Bern 2019, Mitherausgeber zusammen mit Erich Schweighofer und Ahti Saarenpää
- Datenschutz & LegalTech / Data Protection & LegalTech, Tagungsband des 21. Internationalen Rechtsinformatik Symposions IRIS 2018, Editions Weblaw, Bern 2018, Mitherausgeber zusammen mit Erich Schweighofer, Ahti Saarenpää und Burkhard Schafer
- Zeichen und Zauber des Rechts, Festschrift für Friedrich Lachmayer, Editions Weblaw, Bern 2014, Mitherausgeber zusammen mit Erich Schweighofer, Meinrad Handstanger, Harald Hoffmann, Edmund Primosch, Günther Schefbeck, Gloria Withalm
- Abstraktion und Applikation / Abstraction and Application, Tagungsband des 16. Internationalen Rechtsinformatik Symposions IRIS 2013, Österreichische Computer Gesellschaft, Wien 2013, Mitherausgeber zusammen mit Erich Schweighofer und Walter Hötzendorfer
- Kantonales Zivilprozessrecht nach alter Ordnung, E-Book, Gesetzessammlung, Mitherausgeber zusammen mit Anna Thieme
- Kantonales Strafprozessrecht nach alter Ordnung, E-Book, Gesetzessammlung, Mitherausgeber zusammen mit Anna Thieme

Monographien
- Suchen – Finden – Überzeugen – Arbeitstechniken im juristischen Alltag, Editions Weblaw, 2. Auflage, 2013 Bern (Co-Autoren: Martin Wyss und Rafael Häcki)

Artikel
- Franz Kummer, Philipp Roth, Document Automation, in: Jusletter 4. Juni 2018
- Blaise Dévaud, Franz Kummer, Ein Weg zum eindeutigen digitalen Identifikator juristischer doktrinaler Inhalte, in: Jusletter IT 22. Februar 2018
- Franz Kummer, Daniel Pfäffli, #LegalTech : Bestandesaufnahme und Herausforderung für die juristische Aus- und Weiterbildung, In: Zeitschrift für schweizerisches Recht. - Basel. - Bd. 136(2017), Halbbd. 2, pp. 121-15
- Blaise Dévaud, Franz Kummer, Legal Search in the Swiss Judicial Decisions: Problems and Solutions, in: Jusletter IT Flash 17. August 2017
- Blaise Dévaud, Franz Kummer, (Semi-)automatische Anonymisierung von Entscheiden, in: Erich Schweighofer / Franz Kummer / Walter Hötzendorfer / Christoph Sorge (Hrsg.), Trends und Communities der Rechtsinformatik / Trends and Communities of Legal Informatics, Tagungsband des 20. Internationalen Rechtsinformatik Symposions IRIS 2017, Österreichische Computer Gesellschaft, Wien 2017, S. 117 ff.